# Тимирязевський (Ульяновська область)
Тимирязевський (рос. Тимирязевский) — селище в Ульяновському районі Ульяновської області Російської Федерації.
Населення становить 1679 осіб. Входить до складу муніципального утворення Тимирязевське сільське поселення.

## Історія
Від 2004 року входить до складу муніципального утворення Тимирязевське сільське поселення.

## Населення
| 2010 |
| ---- |
| 1679 |